# Penelope Keith
Penelope Anne Constance Keith, född Hatfield den 2 april 1940 i Sutton i södra London, är en brittisk skådespelerska.
Hon debuterade på scen på Civic Theatre i Chesterfield 1959. Från 1963 spelade hon med Royal Shakespeare Company och bland annat vann 1976 års Olivier Award for Best Comedy Performance för hennes roll i Donkeys' Years.  Keith betraktas som en av Englands främsta komediskådespelerskor; 1976 vann hon BAFTA-utmärkelsen som bästa kvinnliga skådespelerska och 1977 vann hon BAFTA TV Award for Best Light Entertainment Performance för sin roll i Livet är grönt
För svensk TV-publik är hon mest känd för sin roll som den högdragna överklassdamen Audrey fforbes-Hamilton i TV-serien Ombytta roller (To the Manor Born) 1979-1981. Bland övriga TV-serier hon haft roller i märks Livet är grönt (The Good Life) 1975-1978 och Par i karriären (Executive Stress) 1986-1988.